# كأس رئيس الاتحاد الآسيوي 2005
كأس رئيس الاتحاد الآسيوي 2005 هو الموسم 1 من  كأس رئيس الاتحاد الآسيوي. الذي يشرف على تنظيمه الاتحاد الآسيوي لكرة القدم، وكان عدد الأندية المشاركة فيه  8، وفاز فيه ريغار-تاداز تورسونزاده.